# Pierre Courthial
Pierre Courthial, né le 12 août 1914 à Saint-Cyr-au-Mont-d'Or et mort le 22 avril 2009 à Paris 15e, est un pasteur et théologien français. Il revendique un positionnement néo-calviniste au sein du protestantisme réformé français et enseigne à la faculté Jean-Calvin d'Aix-en-Provence, dès sa création en 1974. Il a participé, en 1941, à la rédaction des thèses de Pomeyrol qui appelaient à une résistance spirituelle envers le nazisme.

## Biographie
Pierre Courthial est le fils de Robert Courthial, ingénieur et de Marie-Rose Vernay. Il fait ses études secondaires à Lyon puis à Sceaux et est éclaireur unioniste de 1922 à 1930. Il s'inscrit à la faculté de théologie protestante de Paris de 1932 à 1936, où il suit les cours du théologien néo-calviniste Auguste Lecerf et il participe aux activités de la Fédération française des associations chrétiennes d'étudiants. Durant cette période, il est l'un des membres fondateurs de la section parisienne de l'Association Sully. 
Il est pasteur à Lyon en 1938-1939 et participe à l'assemblée constitutive de l'Église réformée de France en 1938, puis il fait son service militaire et est mobilisé au début de la guerre. Démobilisé en juillet 1940, il est consacré le 27 janvier 1941 et est pasteur à La Voulte-sur-Rhône (1941-1946). En septembre 1941, il participe à la rédaction des thèses de Pomeyrol. Il est ensuite aumônier militaire en Allemagne 1946-1951), puis pasteur de l'église réformée de Passy-Annonciation à Paris (1951-1974). En 1958, il participe à la fondation du mensuel Tant qu'il fait jour qui soutient des positions favorables à l'Algérie française. Il participe aux comités de la Revue réformée et de la revue évangélique Ichtus.
Il participe en 1973 à la fondation d'une faculté de théologie protestante réformée à Aix-en-Provence et devient doyen de la faculté, où il enseigne l'apologétique et la théologie pratique jusqu'à sa retraite en 1984.
En septembre 1979, il reçoit un doctorat honoris causa du Westminster Theological Seminary à Philadelphie.
Il meurt à Paris le 22 avril 2009,.

## Publications
- Le Jour des petits recommencements, 1997

## Galerie

Galerie
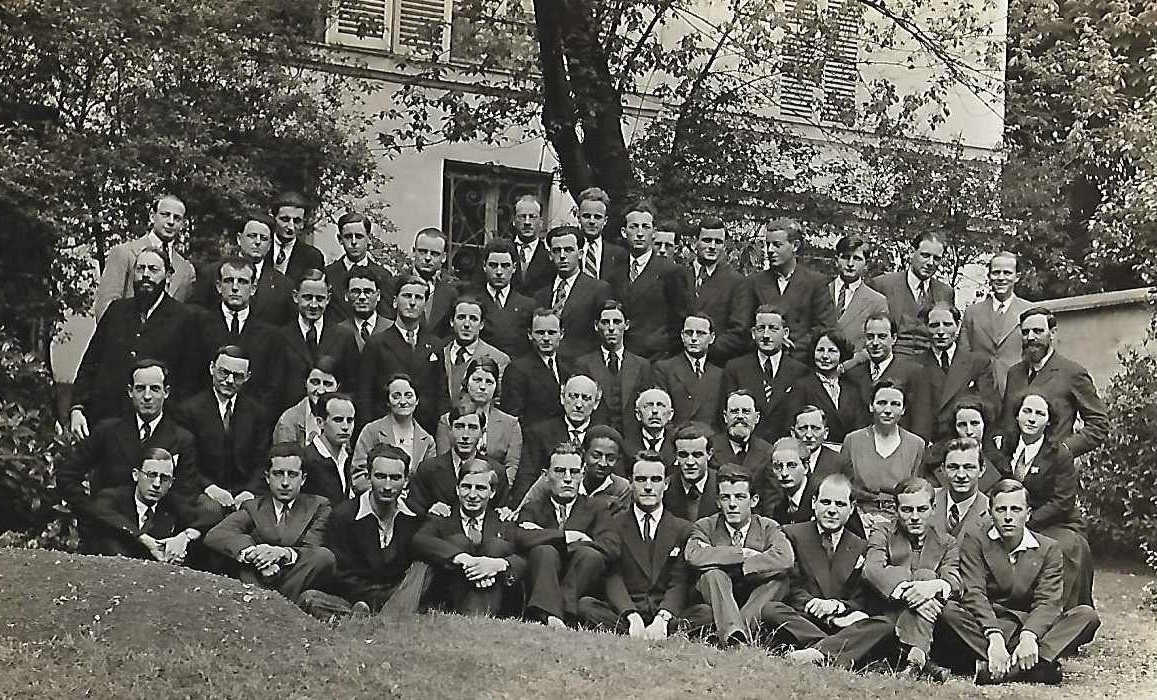
Faculté de théologie de Paris (1932-1933).
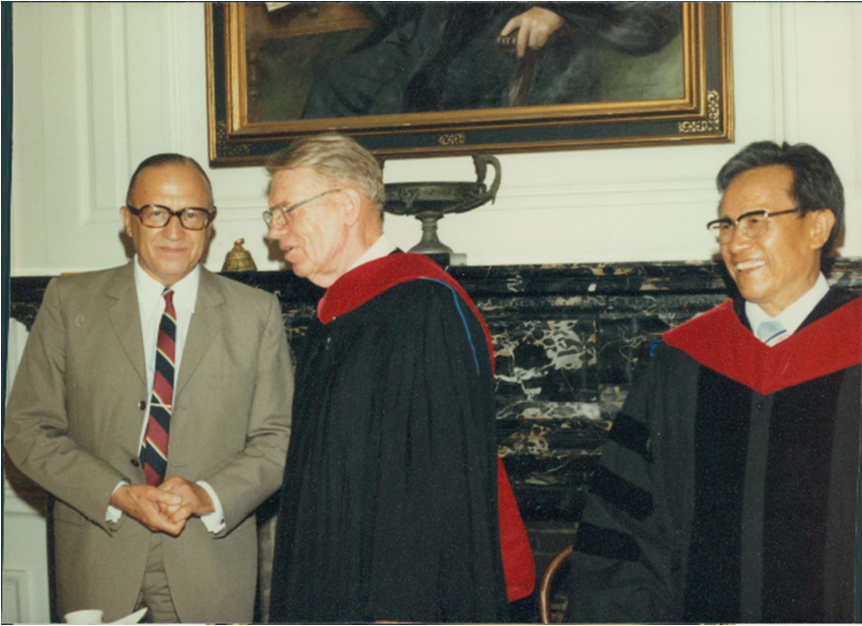
Doctorat honorifique (1979).
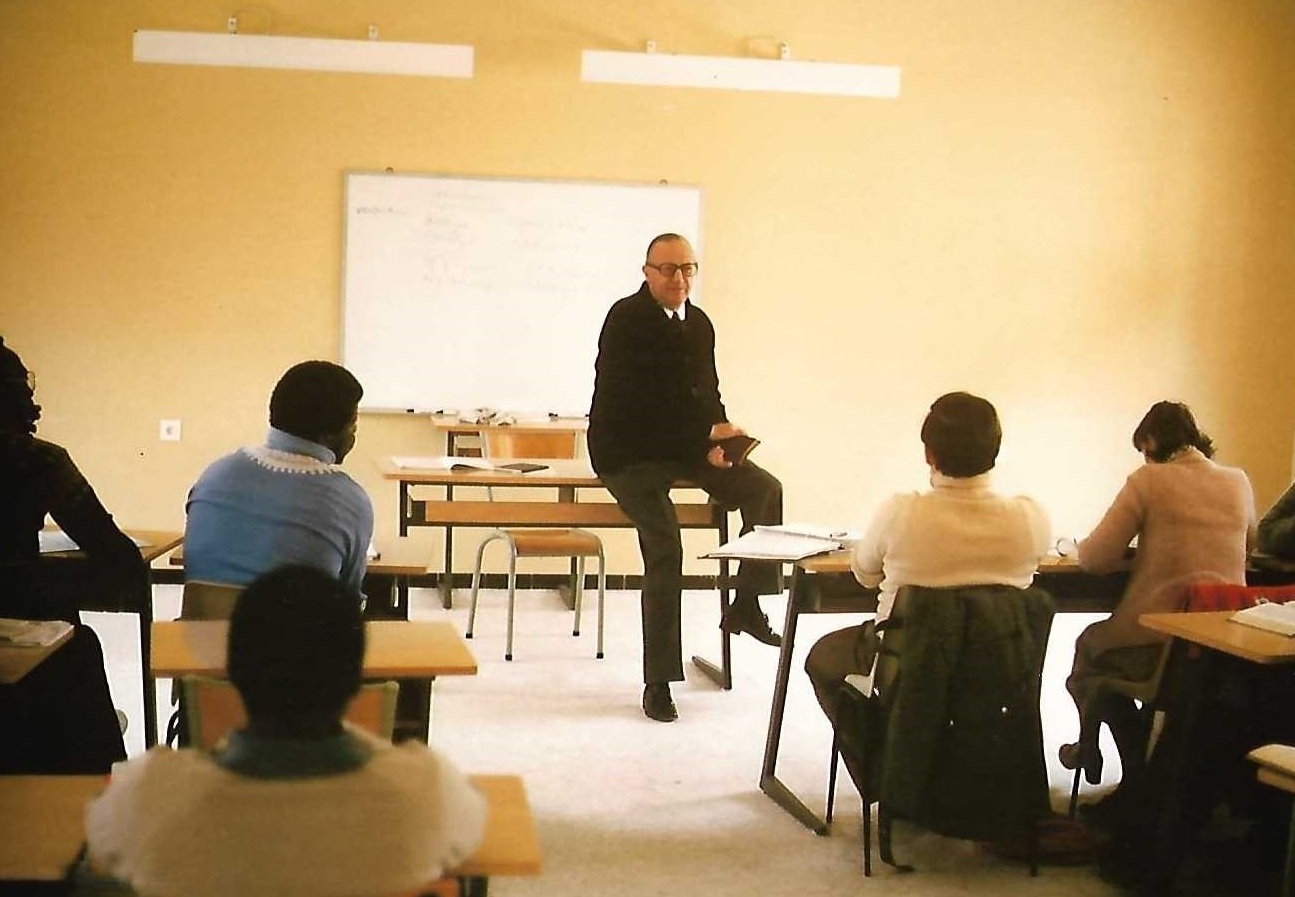
Pierre Courthial donnant un cours à Aix-en-Provence (1981).